# Super Animal Royale
Super Animal Royale — независимая компьютерная игра в жанре королевской битвы, разработанная и изданная студией Pixile Studios. Проект представляет собой многопользовательский шутер с видом сверху, в котором в каждом матче участвуют до 64 игроков, управляющих антропоморфными животными. Игровой процесс построен на использовании разнообразного оружия и экипировки в двухмерной игровой среде.
Ранняя версия стала доступна в Steam 12 декабря 2018 года, а 26 августа 2021 года состоялся полноценный релиз для Windows, macOS, PlayStation 4, PlayStation 5, Xbox One, Xbox Series X/S и Nintendo Switch.

## Игровой процесс
Super Animal Royale представляет собой 2D-шутер с видом сверху в жанре королевской битвы. В матче участвуют до 64 игроков, цель которых — остаться последним выжившим. В игре используется широкий ассортимент оружия: от пистолетов-пулемётов и дробовиков до тяжёлого вооружения, такого как миниган.
Игрок создаёт персонажа из числа «супер-животных», которые различаются видом и окраской. Новые варианты открываются по мере сбора ДНК и суперсыворотки, получаемых по итогам матчей, а также за внутриигровую валюту — «Монеты Карла». Монеты расходуются на косметические предметы, не влияющие на игровой баланс. По итогам матчей игрок получает опыт, что позволяет повышать уровень и открывать новые виды животных. Также доступны косметические предметы для настройки внешнего вида животного — рубашки, шляпы, усы и очки.
До начала боя персонажи находятся в зоне ожидания без возможности атаки. Если за 15 секунд до старта матча общее количество игроков меньше 64, недостающие места занимают боты. После ожидания в лобби игроки перемещаются на гигантского орла, с которого выбирают место для высадки, прыгая и планируя с помощью зонтика. После высадки участники сражаются на арене, где можно найти оружие, броню и лечебный напиток, восстанавливающий здоровье. Изначально у персонажа есть катана, однако в процессе можно получить автоматическое, полуавтоматическое оружие, гранаты и боеприпасы. Также доступен «Шар для хомяков», который обеспечивает защиту и позволяет сбивать противников. По ходу матча игровая зона постепенно сужается из-за скунсового газа, вынуждая игроков с каждой минутой перемещаться во всё более узкие зоны, пока игра не закончится. Играть можно в одиночку, в паре или в составе отряда.
В игре проходят внутриигровые сезоны, каждый из которых сопровождается выпуском новых косметических предметов.

## Разработка
Разработка Super Animal Royale началась в октябре 2017 года студией Pixile Studios. Игра создавалась под влиянием H1Z1 и PUBG: Battlegrounds. Визуальный стиль игры был навеян классическими приключенческими играми с видом сверху, например серией The Legend of Zelda. Главный дизайнер Майкл Силвервуд и ведущий разработчик Крис Клогг создали проект на движке Unity, модифицировав один из существующих плагинов для реализации механики обзора. Благодаря этому игроки могли скрываться в тенях объектов, что одновременно повышало производительность игры. По словам Силвервуда, выбор в пользу мультяшных животных объяснялся его интересом к «абсурдному юмору», который проявляется в сочетании забавных, красочных персонажей и удивительно злобных, агрессивных характеров.
Регистрация на альфа-версию игры открылась в марте 2018 года на официальном сайте проекта. Позднее, 12 декабря 2018 года, в Steam появилась ранняя версия игры, запуск которой сопровождался акцией «Бесплатные выходные» в течение четырёх дней. 3 января 2019 года вышла бесплатная демоверсия с возможностью переноса прогресса и открытого контента в полную версию.
8 мая 2024 года Майкл Силвервуд объявил, что Super Animal Royale станет полностью независимым проектом: студия Pixile Studios взяла на себя издание игры на всех платформах, завершив сотрудничество с прежним издателем, компанией Modus Games.

## Отзывы критиков
| Сводный рейтинг    | Сводный рейтинг |
| Агрегатор          | Оценка          |
| ------------------ | --------------- |
| Metacritic         | (NS) 73/100     |
| OpenCritic         | 64 %            |
| Иноязычные издания |                 |
| Издание            | Оценка          |
| Jeuxvideo.com      | 14/20           |
| Nintendo Life      | [ 13 ]          |

Роланд Ингрэм из Nintendo Life охарактеризовал Super Animal Royale как динамичную и увлекательную королевскую битву с ненавязчивой монетизацией и быстрым игровым процессом. Среди недостатков он отметил проблемы с сетевым соединением и быстрое уменьшение числа игроков в матчах, из-за чего арена может казаться пустой.